# 馬澤國家公園
6°25′N 37°14′E / 6.417°N 37.233°E
馬澤國家公園是埃塞俄比亞的國家公園，位於該國西南部南方民族、部落和人民州，始建於2005年，面積210平方公里，有38種哺乳類動物和139種鳥類棲息。